# Juan Salgado Brito
Juan Salgado Brito (Tlaltizapán, Morelos, 29 de febrero de 1948) es un político mexicano, miembro fundador del Movimiento Regeneración Nacional, que posteriormente dio origen a Morena, ha sido Diputado Local (1973 a 1976 y 2003 a 2006) y Diputado Federal en dos ocasiones LII y LVI Legislatura del H. Congreso de la Unión (1982 – 1985 y 1994 – 1997) y Coordinador de la Diputación Federal Morelense, Presidente Municipal de Cuernavaca, Morelos (1985 a 1988) y Candidato a gobernador de Morelos (2000).
Desde el 1 de octubre de 2024 se desempeña como Secretario de Gobierno del Estado deMorelos, nombrado por la actual GobernadoraMargarita González Saravia (2024 - 2030) como el encargado de coordinar, supervisar y asegurar la gobernabilidad y el estado de derecho en la entidad. La Secretaria de Gobierno, tiene un papel fundamental en el establecimiento de relaciones institucionales, la coordinación de políticas internas, y el mantenimiento de la seguridad y el orden social.  

## Biografía

### Estudios
Originario de Temimilcingo, Municipio de Tlaltizapán, Morelos, Tiene estudios de Licenciado en Derecho por la Universidad Autónoma del Estado de Morelos, además se graduó como Maestro en Derecho y posteriormente como Doctor en Derecho por la Universidad Nacional Autónoma de México, obteniendo Mención Honorífica con la tesis de grado “Derecho Urbanístico y Metropolización en México”.

## Carrera Política

### Experiencia Presidencia Municipal
Juan Salgado Brito fue elegido Presidente del Municipio de Cuernavaca en 1985 convirtiéndose en el 28º Presidente Municipal Constitucional hasta 1988, llegando al cargo por el Partido Revolucionario Institucional, PRI.

#### Obras y Acciones en su Administración
- Auditorio Municipal Teopanzolco (Ahora Centro Cultural Teopanzolco)
- Construcción de mercados periféricos en las colonias buena vista y satélite. Así como la ocupación y operación de los mercados Antonio Barona, Alta Vista y Lagunilla.
- Creación de la Feria de la Primavera (Anteriormente Feria de la Flor)
- Creación de ocho Delegaciónes Municipales en la ciudad para impulsar la descentralización y mejoramiento de los servicios públicos y atención a los ciudadanos.
- Integración del Consejo Consultivo Municipal para estimular la participación ciudadana.
- Creación de 139 consejos de colaboración municipal y 139 comités de seguridad para promover el desarrollo social y coadyuvar con las corporaciones policiacas en Colonias, Poblados, Fraccionamientos Y unidades habitacionales; Con esta estructura se fortaleció la participación de la sociedad en el gobierno de la Ciudad.
- Implantación de sistema de contenedores y adquisición de nuevas unidades, para mejorar los servicios de limpia municipal.
- Plantación y distribución de ochocientos mil árboles para el mejoramiento ambiental.
- Elaboración y aprobación de once nuevos reglamentos para mejorar el funcionamiento de la ciudad.
- Creación de la Comisión Municipal de Desarrollo Urbano y Zonificación.
- Rescate y remodelación del inmueble Museo Fotográfico de Cuernavaca (El Castillito)
- Reubicación pacífica de comerciantes ambulantes y semifijos, de las calles de Guerrero, Hidalgo, Galeana, Jardín Morelos y el Zócalo. Al inmueble que ocupó el mercado viejo, ubicado en la esquina de Guerrero y Degollado.

### Experiencia Legislativa
Fue elegido Diputado Local por el Distrito electoral local 1 de Morelos a la XXXIX Legislatura del Congreso del Estado de Morelos de 1973 a 1976.
Fue elegido Diputado Federal por el distrito electoral federal 1 de Morelos a la LII Legislatura de 1982 a 1985 y por el distrito electoral federal 3 de Morelos a la LVI Legislatura de 1994 a 1997, llegando al cargo por el Partido Revolucionario Institucional (PRI).
Fue nuevamente elegido diputado local, ahora como plurinominal, a la XLIX Legislatura de 2003 a 2006 por el Partido Revolucionario Institucional PRI.

### Puestos Políticos y de Elección Popular

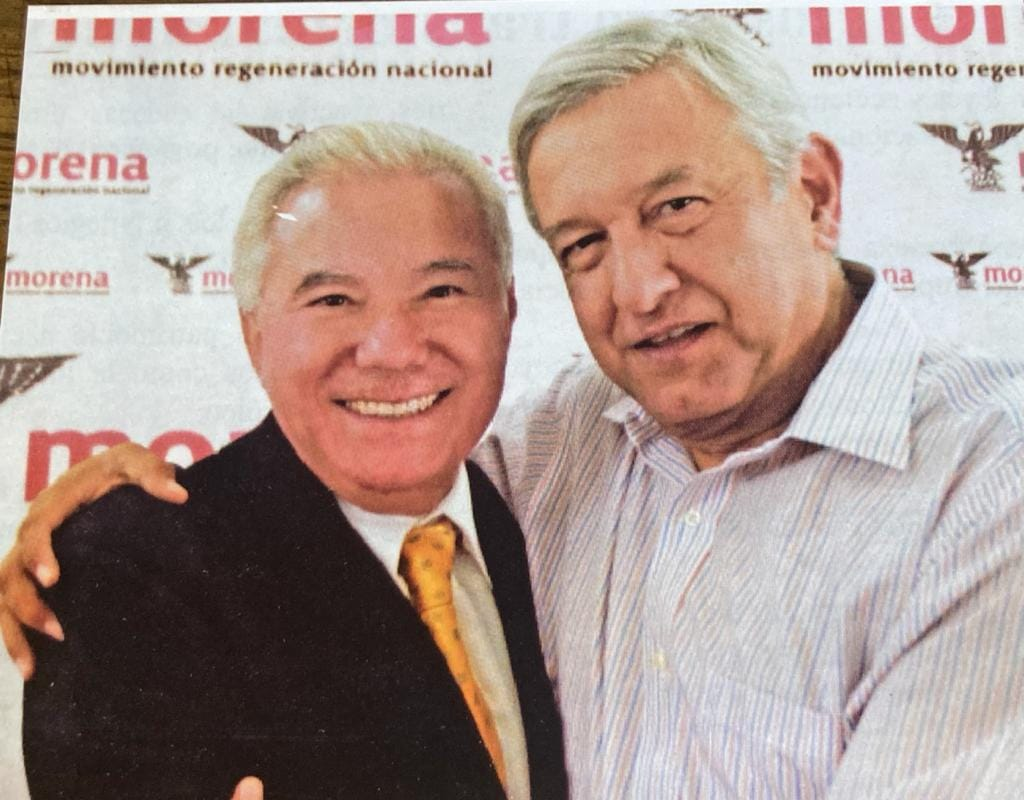
Juan Salgado Brito y Andrés Manuel López Obrador 2011

- Presidente Fundador de la Coalición Nacional de Agrupaciones Productivas y de Servicios en la Confederación Nacional de Organizaciones Populares (CNOP) y Secretario de Organización del Comité Nacional de la CNOP.
- Candidato a Gobernador del Estado de Morelos en las Elecciones estatales de Morelos de 2000.
- Coordinador de la Campaña Presidencial de Andrés Manuel López Obrador en Morelos. 2006.

- Coordinador general del movimiento de AMLO en Morelos. 2006 - 2012.
- Miembro fundador del Movimiento de Regeneración Nacional
- Subdelegado jurídico y de gobierno del Departamento del distrito federal en Tláhuac (1989-1991).
- Director general de Concertación, con los estados En la secretaría General de Coordinación Metropolitana del Departamento del Distrito federal (1989-1989)
- Asesor del Secretario General de Gobierno del DF (1991-1992).

### Puestos administrativos
- Delegado Estatal del ISSSTE en Morelos. 1979 – 1981.
- Delegado de la SEDESOL en el Estado de Morelos. 1997 – 1999.
- Presidente fundador del Instituto de Delegados Federales en el Estado de Morelos, A.C  – 1998.
- Subdelegado jurídico y de Gobierno en la Delegación Tláhuac del Distrito Federal. 1988 – 1989.
- Director general de Concertación con Entidades Federativas en la Secretaría General de  Coordinación Metropolitana del Departamento del Distrito Federal. 1989 – 1992.
- Asesor del secretario general del Gobierno del Distrito Federal. 1992 – 1993.
- Director de Prospectiva y Coordinación Metropolitana en la Subsecretaría de Coordinación Metropolitana del Gobierno del Distrito Federal. 2008 – 2009.
- Subcoordinador de asesores del Secretario General del ISSSTE. 2010.
- Coordinador de proyectos Intermunicipales en la zona metropolitana especial en la Zona metropolitana de Cuernavaca que incluye los municipios de Cuernavaca, Jiutepec, Temixco, Xochitepec, Emiliano Zapata (Morelos), Huitzilac y Tepoztlán.
- Delegado federal de la SEGOB en el Estado de Guerrero 2013 – 2014.
- Director general adjunto de la SEGOB en la Zona Centro 2014 - 2017.
- Titular de la Unidad de Enlace Federal y Coordinación con Entidades Federativas de la SEGOB. Del 1 de noviembre del 2017 al 15 de enero de 2018.
- Director general adjunto de Delegaciones Federales de la SEGOB en la Zona Centro, a partir del 1 de febrero de 2018 al 15 de julio de 2019

## Actividad académica
- Ha impartido clases de Historia de México, Historia Universal, Problemas Económicos de México, Filosofía, Oratoria y Sociología.
- Ha sustentado Conferencias sobre diversos temas, principalmente los relacionados con el Desarrollo metropolitano, la Participación ciudadana, los Partidos políticos de México, Desarrollo social y Gobernabilidad.
- Fungió como Director de Extensión Universitaria y Posgrado de la Universidad Americana de Morelos
- Presidente del Consejo Directivo del Colegio Metropolitano.
- Articulista en los periódicos Diario de Morelos, El Caudillo y El Regional
- Comentarista en programas de radio y televisión.
- Campeón Estatal de Oratoria en dos Ocasiones
- Presidente de la sociedad de alumnos en la escuela preparatoria.

## Actualidad

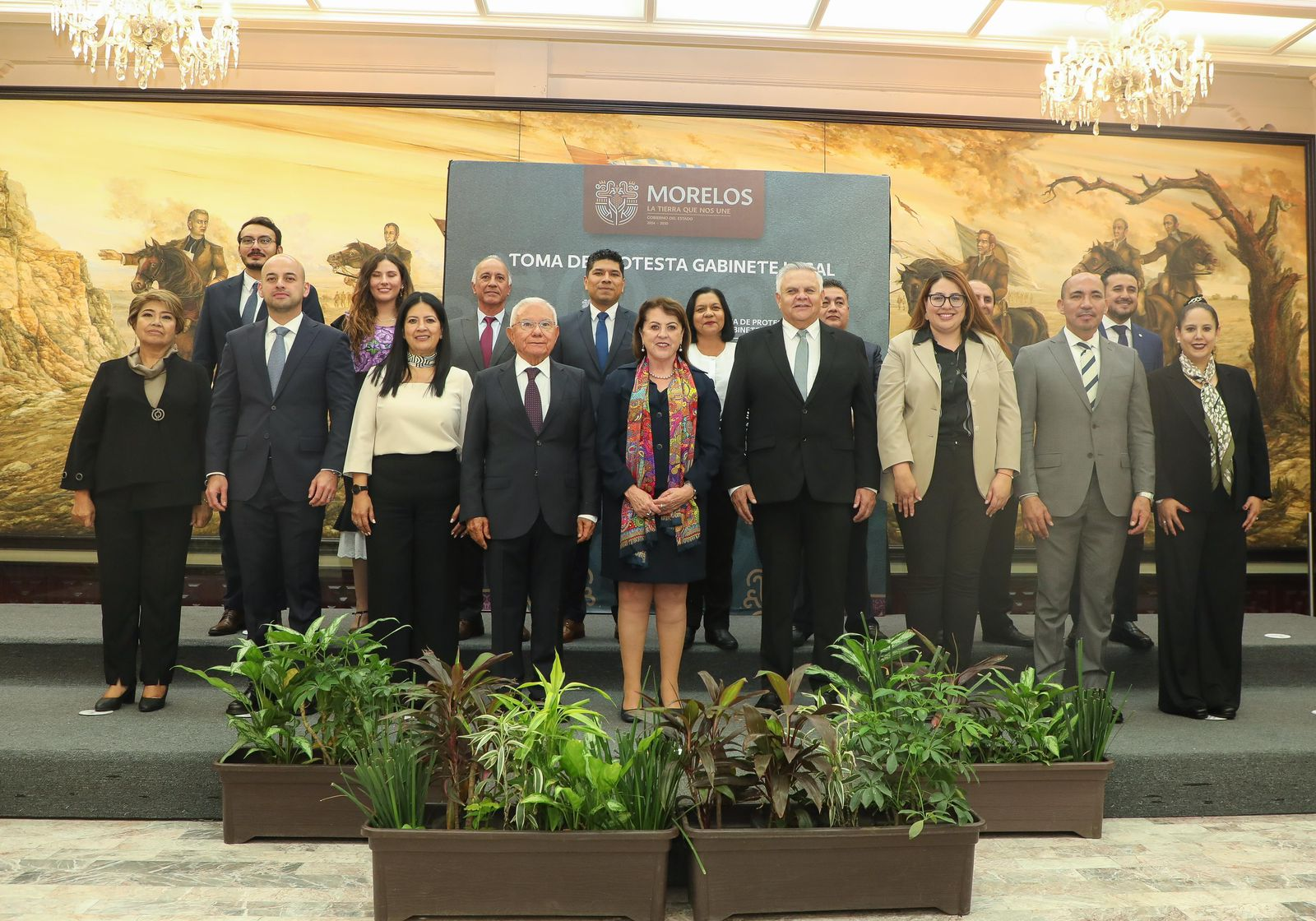
La gobernadora Margarita González Saravia toma protesta a mujeres y hombres de su gabinete legal.

Desde el 1 de octubre de 2024 se desempeña como Secretario del Gobierno de Morelos, durante el gobierno de Margarita González Saravia.